# Jerónimo Lebrón de Quiñones
Jerónimo Lebrón de Quiñones, funcionario real español nacido en Guadalupe (Cáceres), que ocupó los gobiernos de Santa Marta, y de Puerto Rico.

## Biografía
Jerónimo Lebrón de Quiñones era hijo del licenciado Cristóbal Lebrón Ureña y de María Enríquez Quiñones y Toledo de Ureña. Pasó los primeros años de su vida en Santo Domingo, donde su padre desempeñó los cargos de juez, regidor y oidor de la real audiencia homónima durante el último periodo del gobierno de Diego Colon. 
A la muerte del adelantado Pedro Fernández de Lugo, la Real Audiencia de Santo Domingo lo nombró gobernador interino de Santa Marta, quien tomó posesión del territorio en 1539, cuando Gonzalo Jiménez de Quesada se había ausentado a España para dilucidar la gobernación de Bogotá con Nicolás Federman y Sebastián de Belalcázar.
El funcionario real Jerónimo Lebrón, aunque su mandamiento fuera rechazado por los conquistadores españoles, por lo menos se preocupó de impulsar la agricultura en los territorios del Nuevo Reino de Granada.

## El brillo del oro
A Lebrón de Quiñones también le atraía el brillo del oro y el comercio, y al ausentarse Jiménez de Quesada en su viaje a España, Lebrón quiso averiguar por su cuenta las riquezas que tenían las tierras andinas descubiertas por Quesada. Antes de salir hacia las serranías, previendo que en aquellos alejados parajes escasearía de todo lo necesario, juntó un considerable aprovisionamiento de víveres de primera necesidad, además de herramientas y botas para vendérselo a los que habían fundado las primeras ciudades.
Tampoco olvidaba llevar simientes de trigo, cebada, garbanzos, alubias y demás legumbres aptas para el consumo. Subiendo por el río Magdalena, tomando el camino que habían usado los primeros conquistadores que subieron con Jiménez de Quesada y padeciendo las mismas calamidades, penurias y enfrentamientos con los indígenas, con 400 hombres y casi un millar de indios cargueros, comenzó la subida hasta la serranía con muchos contratiempos, numerosos y peligrosos enfrentamientos con los indígenas. 
Después de perder 260 españoles, y caminar durante más de un año, llegaban a la ciudad de Vélez a principios de 1541, donde era bien recibido por los residentes; sin embargo, los de Bogotá y Tunja, a instancias de Hernán Pérez de Quesada que temía ser desplazado del disfrute de las riquezas y del gobierno de aquellos territorios, mandó a dos de sus capitanes para manifestarle que no sería reconocido por gobernador y así fueron a comunicárselo, con visos amenazantes, antes de que Lebrón de Quiñones emprendiera el camino hacia las dos ciudades andinas. 
El alcalde de Tunja, Gonzalo Suárez Rendón, también le ponía sus reparos. Ante estas perspectivas, Lebrón fue comedido y previsor ya que, además de que traía poca gente para enfrentarse a los que no acataban su mandato, Hernán Pérez de Quesada sostenía que la parte del Nuevo Reino de Granada, donde se habían fundado las tres primeras ciudades del altiplano (Bogotá, Tunja y Vélez) no pertenecían a la gobernación de Santa Marta por encontrarse fuera de los límites de aquella, puesto que esa gobernación solamente llegaba hasta el curso del río Magdalena, y porque su hermano Gonzalo Jiménez de Quesada, había logrado materializar aquel descubrimiento y fundar aquellas ciudades. 

## Gobernador progresista
Lebrón de Quiñones no consiguió por la fuerza ningún oro del que los conquistadores habían arrebatado a los zipas de aquellas alejadas serranías, pero no decayeron sus tendencias comerciales ya que se dio buena maña para vender las mercancías que había traído y volvió rico con los beneficios que le reportaron aquellos artículos.
A pesar de no haberse podido beneficiar del oro que había en la serranía, en el corto tiempo que pasó en Santa Marta, Lebrón de Quiñones, se preocupó de motorizar el desarrollo de su interina gobernación, porque, además de promover las gestiones ante la Real Audiencia de Santo Domingo para la apertura del camino ganadero, que en 1546 se materializaba desde la costa venezolana hasta la andina Tunja, el gobernador Jerónimo Lebrón fue el que se interesó en introducir en Colombia las semillas españolas que iban a revolucionar el cultivo de cereales en los campos novomundistas de aquella amplia región
Una vez que hubo dejado Santa Marta, en 1544, estuvo una temporada, ese mismo año, como gobernador de Puerto Rico. Tenía un hermano llamado Lorenzo, nacido en Santo Domingo, que fue el primer presidente de la real audiencia de Nueva Galicia y visitador en Colima (México) y algunos autores lo confunden con Jerónimo. El hijo de este último, Lorenzo Lebrón de Quiñones, llegaría a ser también un juez relevante.